# ModuleApps
ModuleApps（モジュールアップス）は、株式会社DearOneが提供するアプリ開発サービス。2017年、リテールプロモーションアワードを受賞。

## 概要
ModuleAppsは、iPhoneやAndroid向けスマートフォン端末に搭載されたアプリを開発できるサービス。機能のモジュールを組み合わせることによって、通常のスクラッチビルドで一から十まで開発するアプリケーションよりも、開発工数や開発期間を短縮化できる。
従来の「コンテンツ管理システム」のように、管理画面上からドラッグ・アンド・ドロップしてアプリ制作するサービスではなく、企業が提供するサービスや担当者からの要望をもとに、共同でアプリを構築するコンサルティングサービスが大きな特徴である。
モジュールは店舗検索や時限クーポン、電子チラシ、プッシュ通知など一般的な機能から、スタンプラリーや会員カード、ビーコンを活用した来店検知、ギフト機能など、最新の技術を取り入れたものもある。また、自治体向けに観光地スタンプラリーや防災プッシュ、ごみ収集カレンダー、予防接種などの機能を用意している。
2021年9月、現在のサービス形態から担当者とともにサービスを成長させるもの「伴走型」へと進化し、名称も「ModuleApps 2.0」と変更した

## 沿革
- 2010年8月 - イマナラ！ASP（現在のModuleApps）を開始[3]。
- 2011年10月 - ModuleAppsの機能をOEM提供するサービスを開始[4]。
- 2015年7月 - 累計1,000万ダウンロード達成[5]。
- 2017年9月 - 「リテールプロモーションアワード」を受賞[6]。
- 2018年5月 - 累計2,000万ダウンロード達成[7]。
- 2019年4月 - 累計3,000万ダウンロード達成[8]。
- 2020年2月 - 累計4,000万ダウンロード達成[9]。
- 2020年9月 - スマートフォンアプリ向けARメジャーSDK　「measAR note」を提供開始[10]。
- 2020年12月 - 累計5,000万ダウンロード達成[11]。
- 2021年8月 - 累計6,000万ダウンロード達成[12]。
- 2021年9月 - サービス名をModuleApps 2.0に変更。
- 2022年3月 - 累計7,000万ダウンロード達成[13]。
- 2022年8月 - プレイドの「KARTE for App」が連携開始[14]。
- 2022年9月 - ModuleApps 2.0にシナリオ機能を追加[15]。
- 2022年10月 - ModuleApps 2.0へAdjust、AppsFlyer SDKを標準搭載[16]。
- 2022年11月 - 累計8,000万ダウンロード達成[17]。
- 2023年3月 - 累計2,000万MAU達成[18]。
- 2023年6月 - 累計9,000万ダウンロード達成[19]。
- 2023年10月 - ドコモデータを活用した「ドコモリテールDXプログラム」を提供開始[20]。

## 導入しているアプリ
- 同志社大学（同志社大学案内アプリ）
- 相鉄ホールディングス（相鉄Styleアプリ）
- トップバリュコレクション（トップバリュコレクション公式アプリ）
- アートデコ（GRL グレイル公式アプリ）
- 光洋（光洋公式アプリ）
- JR東日本リテール（NewDaysアプリ）
- ゴディバジャパン（ゴディバ公式アプリ）
- エイチ・アイ・エス（HIS海外・国内旅行アプリ）
- 神奈川トヨタ自動車（トヨタモビリティ神奈川アプリ）
- ツルハホールディングス（ツルハドラッグアプリ）
- フレッセイ（フレッセイアプリ）
- 西武ライオンズ（埼玉西武ライオンズアプリ）
- アクシアルリテイリング（原信ナルスアプリ）
- 島忠（島忠・ホームズアプリ）
- ドトールコーヒー（ドトールバリューカードアプリ）
- 東京都 江戸川区（江戸川区ポータルアプリ）
- バーガーキング（バーガーキングアプリ）
- スタイリングライフグループ（VECUA Honey、HONEY ROA）
- サンマルクホールディングス（サンマルクカフェ公式アプリ）
- モスバーガー（モスバーガーアプリ）
- 大宮アルディージャ（大宮アルディージャ公式アプリ）
- 一休（一休アプリ）
- 慶應義塾大学（慶應義塾大学 受験生向けアプリ）
- 東京ドーム（TDポイントアプリ）
- ナフコ（ホームセンターナフコアプリ）
- PLAZA（PLAZAアプリ）
- タワーレコード（タワレコ店舗アプリ）
- 藤久（Tokaiグループアプリ）
- 二木ゴルフ（二木ゴルフアプリ）
- 大光銀行（大光銀行アプリ）
- 栃木銀行（栃木銀行アプリ）
- イオン九州（イオン九州アプリ）
- 薬王堂（薬王堂公式アプリ）
- 立教大学（Rikkyoアプリ）
- 千葉県 成田市観光協会（FEEL成田アプリ）
- 広島県（こいのわアプリ）
- はるやま商事（スーツのはるやま、P.S.FA、フォーエル、モリワンワールド）
- 宮城県 南三陸町（南三陸ポータルアプリ）
- 沖縄県 与那国町（与那国島観光アプリ）
- 武蔵野銀行（武蔵野銀行アプリ）
- ドコモ・バイクシェア（ドコモ･バイクシェア ポートナビ）
- DCMホールディングス（DCMホールディングス公式アプリ）
- 山崎製パン（ランチパックCLUB）
- 埼玉県（ポケットブック まいたま）
- 埼玉県 飯能市（飯能市ご当地アプリ）
- 活美登利（回し寿司 活美登利）
- 東京都競馬（SPAT4プレミアムポイント）
- 伊藤園（伊藤園ショップアプリ）
- タナカふとんサービス（じぶんまくらアプリ）
- ケーズホールディングス（ケーズデンキ あんしんパスポート）
- NTT都市開発（品川シーズンテラスアプリ）
- KCJ GROUP（キッザニアアプリ）
- プラザサンルート（サンルートプラザ東京アプリ）
- JALカード（JALカードアプリ）
- エーアイピー（シティコンタクトアプリ）
- ニトリ（ニトリアプリ）
- カジ・コーポレーション（アイ・カフェグループ公式アプリ）
- ユニックス（UNIX Beauty Innovation）
- サンルート（サンルートホテルチェーンアプリ）
- ロッテリア（ロッテリア公式アプリ）
- 大庄（庄やグループ公式アプリ）
- コスモコーポレーション（カラオケレインボーアプリ）